# ارمنی‌های لبنان
ارمنی‌های لبنان لبنانی‌های با اصلیت ارمنی هستند. حضور ارمنی‌ها در لبنان به سده‌های گذشته بر می‌گردد. بر اساس آمار گروه بین‌المللی حقوق اقلیت‌ها حدود ۱۵۶٬۰۰۰ ارمنی یا چهار درصد از مردم لبنان، ارمنی هستند که قبل از جنگ داخلی لبنان تعداد آن‌ها بیشتر بود؛ اما بعد از این جنگ، ارمنی‌های لبنان به کشورهای اروپایی و آمریکا مهاجرت نمودند.

## تاریخ
اولین حضور ارمنی‌ها در لبنان در زمان تیگران بزرگ بود که فینیقیه را از دست سلوکیان فتح نموده و آن را جزئی از امپراتوری ارمنستان ساخت. هنگامی که امپراتوری روم حکومت خود را هم بر ارمنستان و هم بر لبنان باستان برقرار نمود برخی از گروه‌های رومی با اصلیت ارمنی به منظور انجام وظایفشان به عنوان رومی به آنجا رفتند. بعد از تغییر مذهب ارمنستان به مسیحیت در ۳۰۱ میلادی، زائرین ارمنی با لبنان و مردمش به عنوان راهی به سمت اورشلیم تماس برقرار نموده و حتی عده‌ای در آنجا اقامت گزیدند.

## ارمنی‌ها در لبنان از ۱۹۱۵ تا ۱۹۷۵ میلادی
ارمنی‌ها در لبنان در زمان تسلط عثمانی‌ها کمترین حضور را داشته‌اند ولی بعد از نسل‌کشی ارمنی‌ها به دست عثمانی‌ها در سال ۱۹۱۵ میلادی در لبنان حضوری گسترده پیدا کردند. اولین گروهی از ارمنی‌ها که به لبنان آمدند در منطقه کارانتینا و بعدها در منطقه برج حمود اقامت گزیدند منطقه‌ای که در آن یک جامعه ارمنی پیشرفته شکل گرفت. در ۱۹۳۹ میلادی هنگامی که فرانسه قلمرو سوریه، اسکندرون را به کمالیسم واگذار کرد؛ ارمنی‌ها، سایر مسیحیان و اعراب از آن منطقه به دره بقاع نقل مکان نمودند. هنگامی که جامعه ارمنی به شکل کنونی آن ایجاد شد آن‌ها در عنجر اقامت گزیدند. بعدها ارمنی‌های عنجر با قیمومت فرانسه به اردوگاهی در جنوب لبنان مستقر شدند و پناهندگان فلسطینی در آن شهر مستقر شدند.

## ارمنی‌ها در لبنان از ۱۹۷۵ میلادی تا کنون

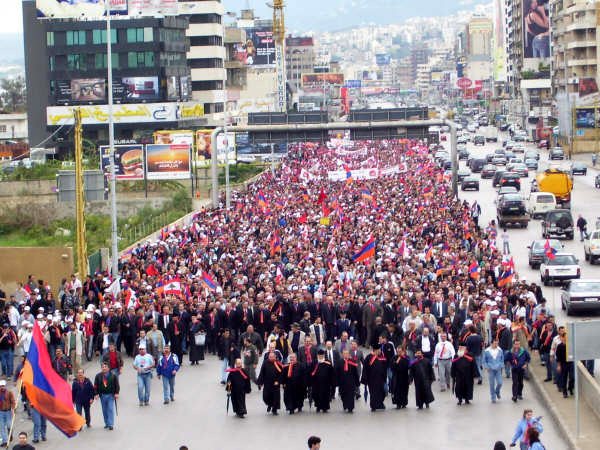
راهپیمایی ارمنی‌های لبنان در نودویکمین سالگرد نسل‌کشی ارمنی‌ها

در طی جنگ داخلی لبنان، ارمنی‌هایی که در برج حمود و لبنان بودند بی‌طرف باقی ماندند. سه حزب سیاسی برجسته ارمنی در لبنان وجود دارد فدراسیون انقلابی ارمنی، حزب سوسیال دموکرات هنچاکیان و حزب لیبرال دموکرات ارمنی. آن‌ها نفوذ زیادی در کلیه جنبه‌های زندگی ارمنی در لبنان دارند. سازمان‌های مختلف مسلح ارمنی، مانند: ارتش سری ارمنی برای آزادی ارمنستان، نیروهای مخصوص برای عدالت نسل‌کشی ارمنی‌ها و ارتش انقلابی ارمنی در لبنان فعال بودند. در ۲۴ آوریل ۱۹۹۷ در هشتاد و دومین سالگرد نسل‌کشی ارمنی‌ها، مجلس نمایندگان لبنان آن وقایع را نسل‌کشی خواند و به‌طور رسمی به رسمیت شناخت.
بعد از جنگ اسرائیل و لبنان در ۲۰۰۶ میلادی ترکیه به عنوان قسمتی از نیروهای حافظ صلح سازمان ملل پیشنهاد اعزام نیروهایش را به لبنان نمود اکثر ارمنی‌ها به شدت با دخالت ترکیه مخالفت نمودند.

## جمعیت شناسی
ارمنی‌ها در تعدادی از مناطق لبنان زندگی می‌کنند. اکثر ارمنی‌ها در دو استان بیروت و ناحیه المتن زندگی می‌کنند. مناطقی از بیروت که در آن جا ارمنی‌ها سکونت دارند این موارد است: اشرفیه [Ashrafieh]، هاجن [Hadjen]، خلیل بداوی [Khalil Badawi]، کرم الزیتون [Karm el Zeytoun]، نام دیگر این منطقه (هایاشن Hayashen) خندق قمیک [Khandaq Ghamik]، صنایع [Sanayeh]، و حمرا [Hamra] و غیره؛ که در طی جنگ داخلی، تعدادی از ارمنی‌های این مناطق مهاجرت نموده یا به مناطق امن تر لبنان پناه بردند. از میان حومه‌های بیروت این مناطق دارای تمرکز بزرگی از جمعیت ارمنی است. برج حمود، دورا – آمانوس [Dora-Amanos]، فنر [Fanar]، راودا [Rawda]، جُدَید [Jdeide]، زالک [Zalk]، جلالدیب [Jal El Dib]، آنتیلیاس [Antelias]، مظهر [Mzher] نام دیگر این منطقه (دزاقگادزور Dzaghgatzor) نقاش [Naccash]، دبایه [Dbayeh] و مناطق بین آنتیلیاس و بکفیا، به سمت شمال بیشتر جمعیت ارمنی‌ها در مناطق جونیه [Jounieh]، جبیل (بیبلوس) [Jbeil Byblos]، و تریپولی [Tripoli] (به‌ویژه منطقه مینا) پراکنده‌اند.
مراکز دینی ارمنی در آنتیلیاس و بکفیا (کلیسای حواری ارمنی) و بیروت و بزمار (کلیسای کاتولیک ارمنی) واقعند. یک یتیم خانه ارمنی نیز در قسمت تاریخی جبیل (بیبلوس) وجود دارد. در بکا [Bekaa]، ارمنی‌ها در زحله و به‌طور برجسته تر در عنجر [Anjar] ساکنند.

### برج حمود
برج حمود حومه‌ای در شرق بیروت در ناحیه المتن است. بازماندگان نسل‌کشی ارمنی‌ها در این منطقه سکونت دارند. برج حمود، ناحیه‌ای صنعتی و یکی از پرجمعیت‌ترین و شلوغ‌ترین محله‌ها در خاورمیانه است و به هفت منطقه عمده تقسیم شده‌است. اکثریت جمعیت برج حمود، ارمنی هستند ولی این منطقه دارای تعداد قابل توجهی از سایر مسیحیان لبنانی، جمعیت قابل توجهی از مسلمانان شیعه و تعدادی از پناهندگان فلسطینی و پناهندگان مسیحی تازه‌وارد از عراق نیز می‌باشد.
اکثر خیابان‌های برج حمود با اسامی شهرهای ارمنی نظیر یِرِوان (ایروان)، کوه‌های ارمنی نظیر آراگاتس [Aragats] و رودخانه‌های ارمنی نظیر آراکس [Araks] نام‌گذاری شده‌اند. مقدار زیادی از خیابان‌ها نیز با شهرها و مناطقی از ترکیه که ارمنی‌نشین بودند: نظیر کیلیکیه [Cilicia] ماراش [Marash] سیس [Sis] آدانا [Adana] و غیره نام‌گذاری شده‌اند.

### مظهر
مظهر، شهرستان کوچکی واقع بین آنتیلیاس [Antelias] و بسالیم [Bssalim] در ناحیه المتن است. آن یک شهرستان جدید است که اکثریت جمعیت آن را ارمنی تشکیل می‌دهند. در مظهر، جامعه ارمنی دارای یکی از بهترین مدارس ارمنی یعنی «کالج آرسلانیان» [Arslanian College] و باشگاه ورزشی، فرهنگی و اجتماعی «آقپالیان» [Aghpalian] است. اکثر ارمنی‌های این منطقه از سایر محله‌های دیگر قدیمی تراند.

### عنجر
عنجر شهرستانی واقع در دره بقاع لبنان است. جمعیت آن ۲۴۰۰ نفر است که بیشتر آنان، ارمنی هستند.

## نمایندگی ارمنی در مجلس
در مجلس نمایندگان لبنان، تعداد معینی از کرسی‌ها برای کاندیدها و نمایندگان ارمنی در نظر گرفته شده‌است. در حال حاضر ارمنی‌ها از ۱۲۸ کرسی پارلمان لبنان دارای ۶ کرسی تضمین شده (پنج کرسی برای ارمنی‌های ارتدکس و یک کرسی برای ارمنی‌های کاتولیک) به قرار زیر می‌باشند.
- یک کرسی برای ارمنی‌های کلیسای حواری و یک کرسی برای ارمنی‌های کاتولیک در بیروت ناحیه یک
- دو کرسی برای ارمنی‌های کلیسای حواری در بیروت ناحیه دو
- یک کرسی برای ارمنی‌های کلیسای حواری در ناحیه المتن
- یک کرسی برای ارمنی‌های کلیسای حواری در شهرستان زحله

از آن جائی که تعدادی از پروتستان‌ها در لبنان از لحاظ قومیتی ارمنی هستند لذا برخی اوقات، کرسی نمایندگی پروتستان‌ها در پارلمان لبنان نیز توسط ارمنی‌ها پر می‌شود و تعداد نمایندگان ارمنی در لبنان را به هفت نفر می‌رساند. ارمنی‌ها همچنین در کابینه دولت لبنان دارای نمایندگی یک وزیر دولتی می‌باشند در دولتهای بزرگتر (که دارای ۲۴ وزیر یا به بالا هستند) ارمنی‌ها به‌طور سنتی حق انتخاب دو وزیر را دارا می‌باشند. ارمنی‌ها همچنین در موقعیت‌های سطوح بالای دولتی هم دارای سهمیه هستند.

## آموزش و پرورش

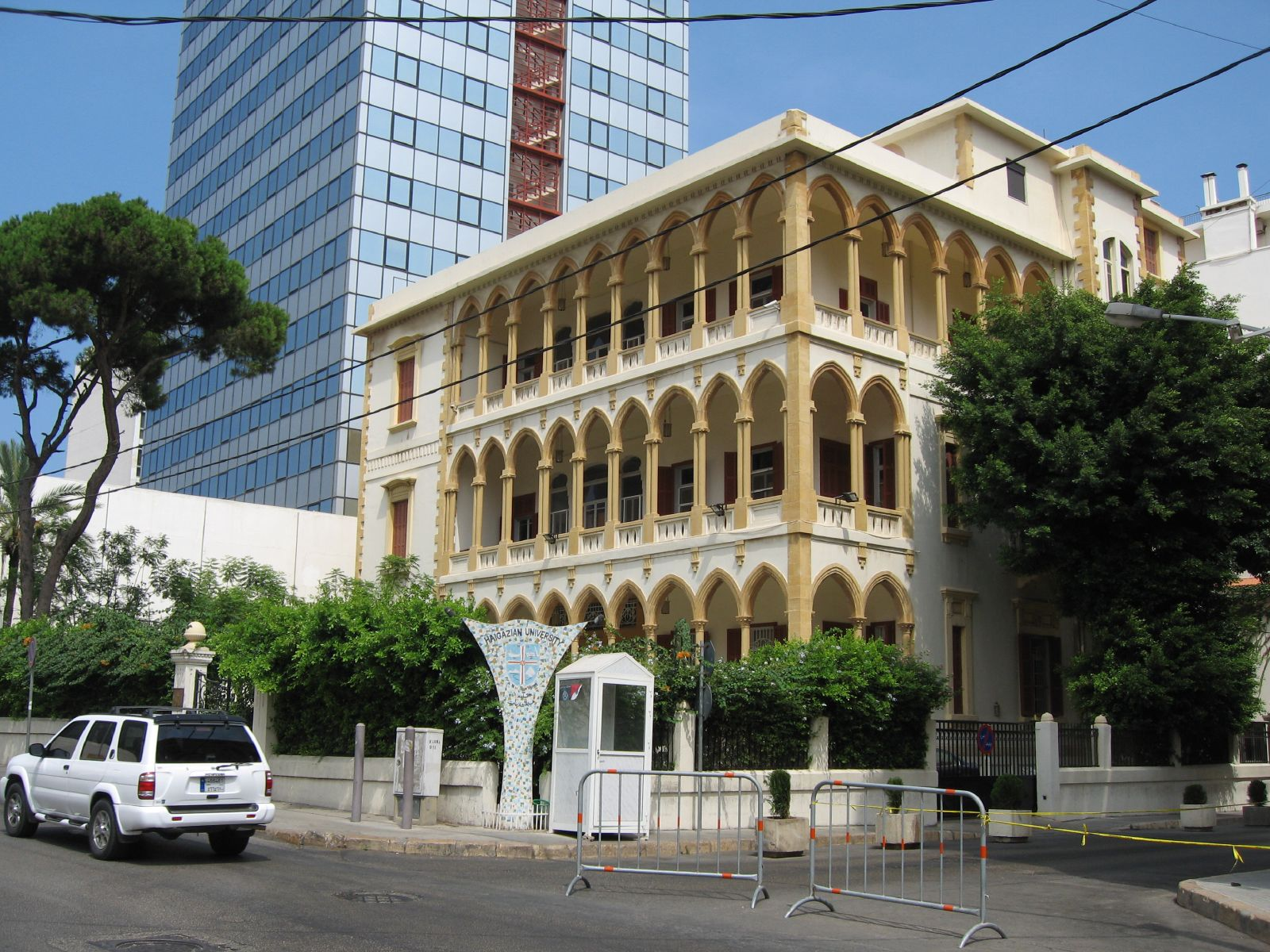
دانشگاه هایکازیان

دانشگاه هایکازیان در شهر بیروت تنها دانشگاه ارمنی در جماعت ارمنیان پراکنده است. این مؤسسه در سال ۱۹۵۵ میلادی تأسیس شده و مؤسسه ارمنی آموزش عالی هنرهای آزاد است که از زبان انگلیسی به عنوان زبان آموزشی خود استفاده می‌کند. اکثر مدارس از سوی سازمان‌ها و نهادهای کلیسایی یعنی کلیسای حواری، کاتولیک و پروتستان اداره می‌شوند و بقیه از سوی انجمن‌های فرهنگی نظیر «هامازگائین» و اتحادیه کل نیکوکاران ارمنی اداره می‌شوند.
- کالج انجیلی ارمنی یا کالج یپرم و مارتا فیلیبوسیان
- کالج ارمنی لوون و سوفیا هاگوپیان
- کالج هامازگائین ملانکتون و هایگ آرسلانیان
- کالج عالی یقیشه مانوگیان
- دبیرستان مرکزی انجیلی ارمنی
- دبیرستان انجیلی ارمنی شاملیان تاتیگیان
- دبیرستان کاتولیک ارمنی هریپسیمیانتز
- مدرسه ملی سورن خان امیریان
- کالج فنی کاتولیک ارمنی مسروبیان

## رسانه‌های گروهی

### مطبوعات
ارمنی‌های لبنان، علاقه زیادی به توسعه رسانه‌های گروهی داشته‌اند و این علاقه از دهه بیست سده گذشته هنگامی که تعداد زیادی از آنان در لبنان اقامت گزیدند شدت گرفت. «پیونیک» [Pyunik] یک روزنامه پیشگام در این زمینه بود که از سوی «آزتاگ» [Aztag] در ۱۹۲۷ میلادی تأسیس شد. سه روزنامه ارمنی زبان در بیروت منتشر می‌شود که هر سه منعکس‌کننده نظرات سه حزب سیاسی ارمنی عمده لبنان هستند.
- آزتاگ، روزنامه‌ای است که نظرات حزب فدراسیون انقلابی ارمنی را منعکس می‌کند و از سال ۱۹۲۷ میلادی منتشر می‌شود.
- آرارات، روزنامه‌ای که از سوی حزب سوسیال دموکرات هنچاکیان منتشر می‌شود.
- زارتونک، از سوی حزب لیبرال دموکرات ارمنی منتشر شده و از سال ۱۹۳۷ میلادی منتشر می‌گردد.

از میان روزنامه‌های تعطیل شده گذشته از «پیونیک» در دهه ۱۹۲۰ میلادی باید از روزنامه مستقل غیرحزبی «آیک» [Ayk] یاد کرد که بعد از یک دهه انتشار در ارمنستان، صاحب امتیاز و مالکش «لوسی توسبات» [Lucie Tosbat] آن را به گروه انتشاراتی صبح دوشنبه یا «ماندی مورنینگ» [Monday Morning] فروخت و آیک به عنوان یک روزنامه انگلیسی زبان مجدد با نام «آیک» البته قبل از تعطیلی اش شروع به کار کرد. انتشار دهندگان روزنامه آیک یعنی «تیگران» و «لوسی توسبات» همچنین روزنامه فرانسه زبان «لو سواق» [Le Soir] را منتشر کردند. همچنین باید از روزنامه ارمنی زبان و متمایل به چپ «ژوقوورتی دزاین» [Joghovourti Tsayn] به معنی «صدای ملت» یاد کنیم به هر حال از میان آن‌ها موارد زیر را که با سابقه طولانی در لبنان انتشار می‌یابد یاد می‌کنیم.
- «هاسگ» [Hasg]، نشریه رسمی حوزه سریر مقدس کیلیکیه متعلق به کلیسای حواری ارمنی.
- آودیک [Avedik]، نشریه رسمی کلیسای کاتولیک ارمنی
- «یریداسارد هایوهی»  [Yeridasart Hayouhi]، یک نشریه ادبی و سیاسی مختص بانوان که بعدها به هفته‌نامه «یریداساردهای» [Yeridasart Hay] تغییر نام یافت.
- «نور گیانک» [Nor Gyank]، به معنی زندگی تازه، یک مجله و روزنامه در مورد سبک و روش زندگی.
- «گانچ» [Gantch]، هفته‌نامه کمونیستی ارمنی که خود بخشی از مجله کومنیستی عربی «ان نیدا» [An Nidaa] است.
- «خوسانک» [Khosnag]، نشریه رسمی اتحادیه کل نیکوکاران ارمنی.
- «پاکین» [Pakin]، یک نشریه فرهنگی و ادبی.
- «شیراک» [Shirak]، یک نشریه فرهنگی و ادبی.
- «نائیری» [Nayiri]، نشریه ادبی.
- «اسپیورک» [Spurk]، (به معنای جماعت ارمنیان پراکنده) نشریه ادبی و فرهنگی.
- «ماسیس» [Massis]، نشریه فرهنگی ارمنی.
- «بادانیاکان آردزاگانک» [Badanegan Artsakank]، نشریه انجیلی ارمنی ویژه نوجوانان.
- «مارزیگ» [Marzig]، (به معنای ورزشکار) ماهنامه ورزشی.
- «تیداک» [Tidag]، مجله‌ای در مورد روش زندگی اجتماعی.
- «هاسگ هایاگیداکان هاندس» [Hasg Hayakidagan Hantes]، یک نشریه سالانه ارمنی‌شناسی متعلق به حوزه سریر مقدس کیلیکیه.
- نشریه «ارمنی شناسی هایکازیان» [Haigazian Armenological Review] یک نشریه ارمنی‌شناسی منتشره از دانشگاه هایکازیان.

### رادیو
رادیو دولتی لبنان خیلی پیش تر برنامه روزانه خود را به زبان ارمنی از طریق کانال دوم خود که کم و بیش به زبان‌های فرانسه و انگلیسی برنامه پخش می‌کند تأسیس نمود و این برنامه کار خود را در رادیو لبنان ادامه می‌دهد. در طی جنگ داخلی لبنان، ارمنی‌ها تعداد زیادی برنامه رادیویی تأسیس نمودند که برخی از آن‌ها تمام وقت و برخی نیمه وقت بود. پیشگام در زمینه رادیوهای مردمی «رادیو پارادایز» [Radio Paradise] و بعدها «رادیو وانادزاین» [Vana Tsayn] به معنای «صدای وان» بود ولیکن پارلمان لبنان، مقررات سازمان دهنده امواج رادیویی را تصویب نموده و کلیه ایستگاه‌های رادیویی غیرمجاز ناگزیر به تعطیلی شدند. این رادیوها به وسیلهٔ دو عامل کاملاً مجاز که در ارمنستان فعالیت می‌کردند بر طبق مقررات جدید رادیو تلویزیونی جابد جا شدند نام این دو عاممل «صدای وان»  [Voice of Van] و «رادیو سوان» [Radio Sevan] بود.

### تلویزیون
ایستگاه‌های تلویزیون‌های خصوصی و دولتی لبنان برخی اوقات و در موقعیت‌های مناسب به ارائه برنامه به زبان ارمنی پرداخته‌اند. در طی جنگ داخلی لبنان، ایستگاه تلویزیون ارمنی «پارادایز تلویژن» [Paradise Television] که با «رادیو پارادایز» همکاری می‌نمود از طریق یک ایستگاه رادیو تلویزیونی در منطقه برج حمود تأسیس شد اما ایستگاه تلویزیون ارمنی پارادایز تلویژن بعد از آنکه در کسب مجوز بر طبق مقررات جدید سازمان دهنده امواج رادیو تلویزیونی شکست خورد ناگزیر به تعطیلی شد.
ولی به نحو قابل ملاحظه‌ای کانال تلویزیونی المستقبل (که تلویزیون آینده هم نامیده می‌شود) و اخبار روزنامه اُ تی وی برنامه‌های منظمی (روزنانه ۳۰ دقیقه) را به زبان ارمنی ارائه می‌دهند.

## مذهب
به‌طور رسمی سه شاخه عمده مسیحیت ارمنی از سوی دولت مورد شناسایی قرار گرفته‌اند. به‌طور کلی ارمنی‌های لبنان شامل: کلیسای حواری ارمنی، کلیسای کاتولیک ارمنی و کلیسای انجیلی ارمنی هستند که حیطه کلیسای آن‌ها در کارت‌های هویتشان [identity cards] ذکر شده‌است؛ ولی حالات گوناگونی در مورد ارمنی‌های کلیسای انجیلی وجود دارد. آن‌ها نام خود را برخی اوقات فقط به عنوان انجیلی یا پروتستان بدون عنوان ارمنی ثبت کردند و ارمنی‌های کاتولیک هم برخی اوقات، نام خود را به عنوان کلیسای لاتین یا لاتین ارمنی ثبت کرده‌اند.

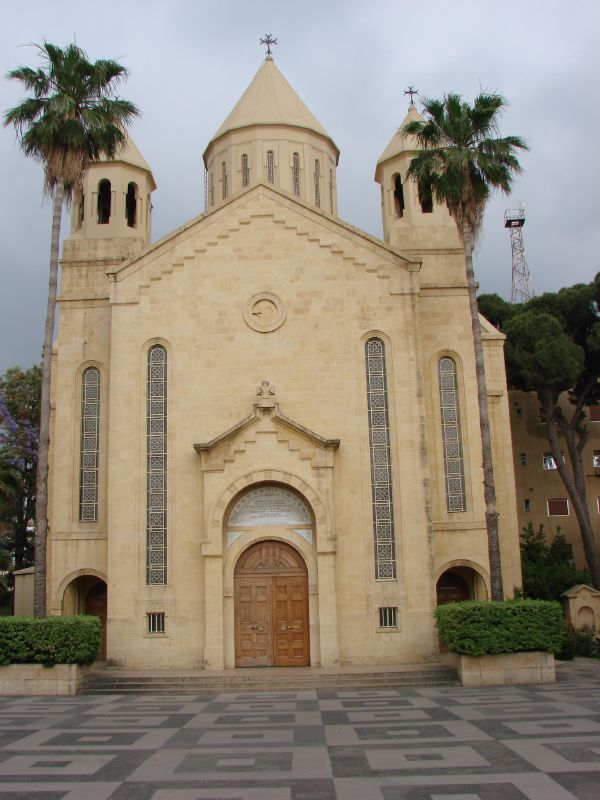
کلیسای جامع مادر گریگور لوساوریچ مقدس
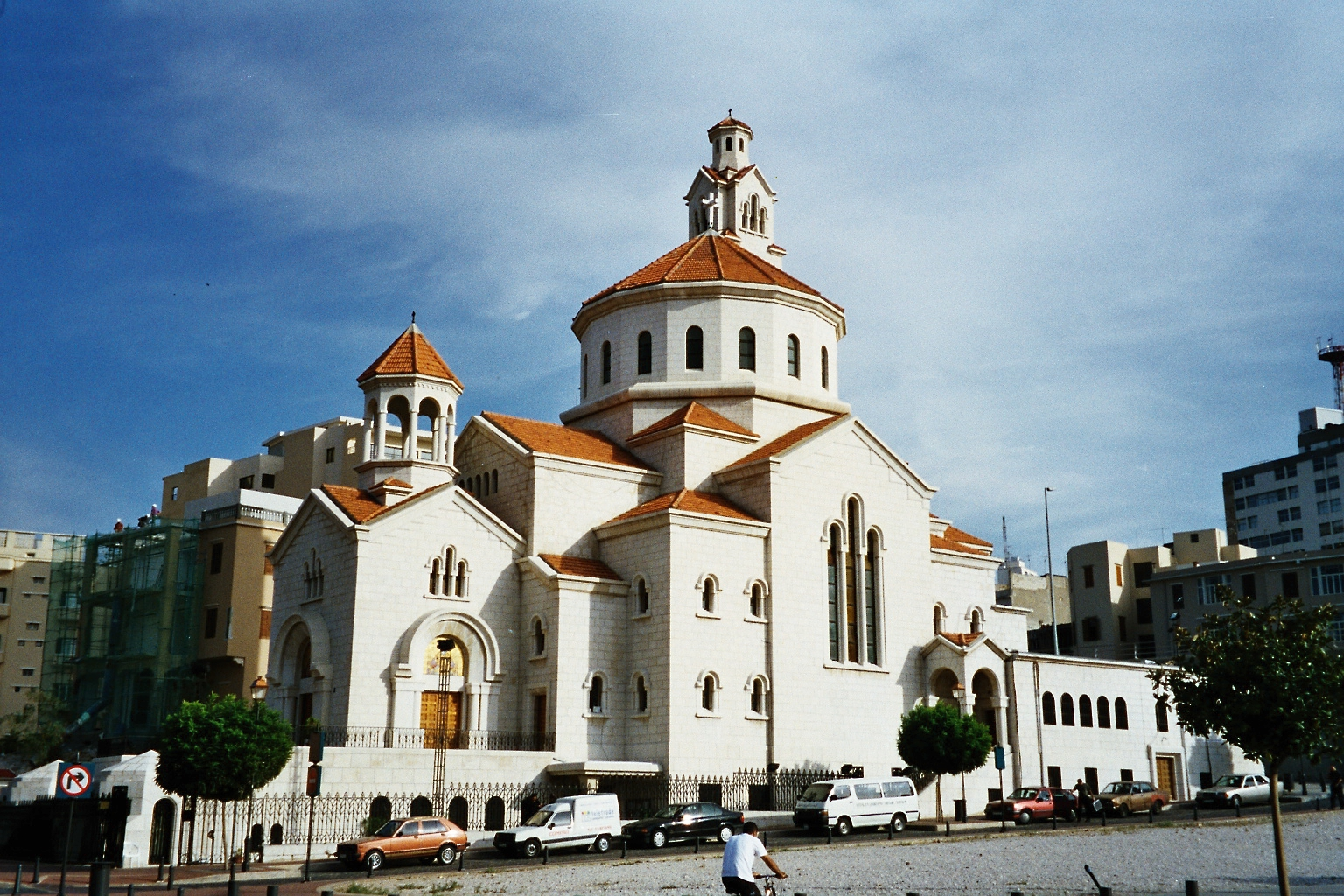
کلیسای گریگور لوساوریچ مقدس
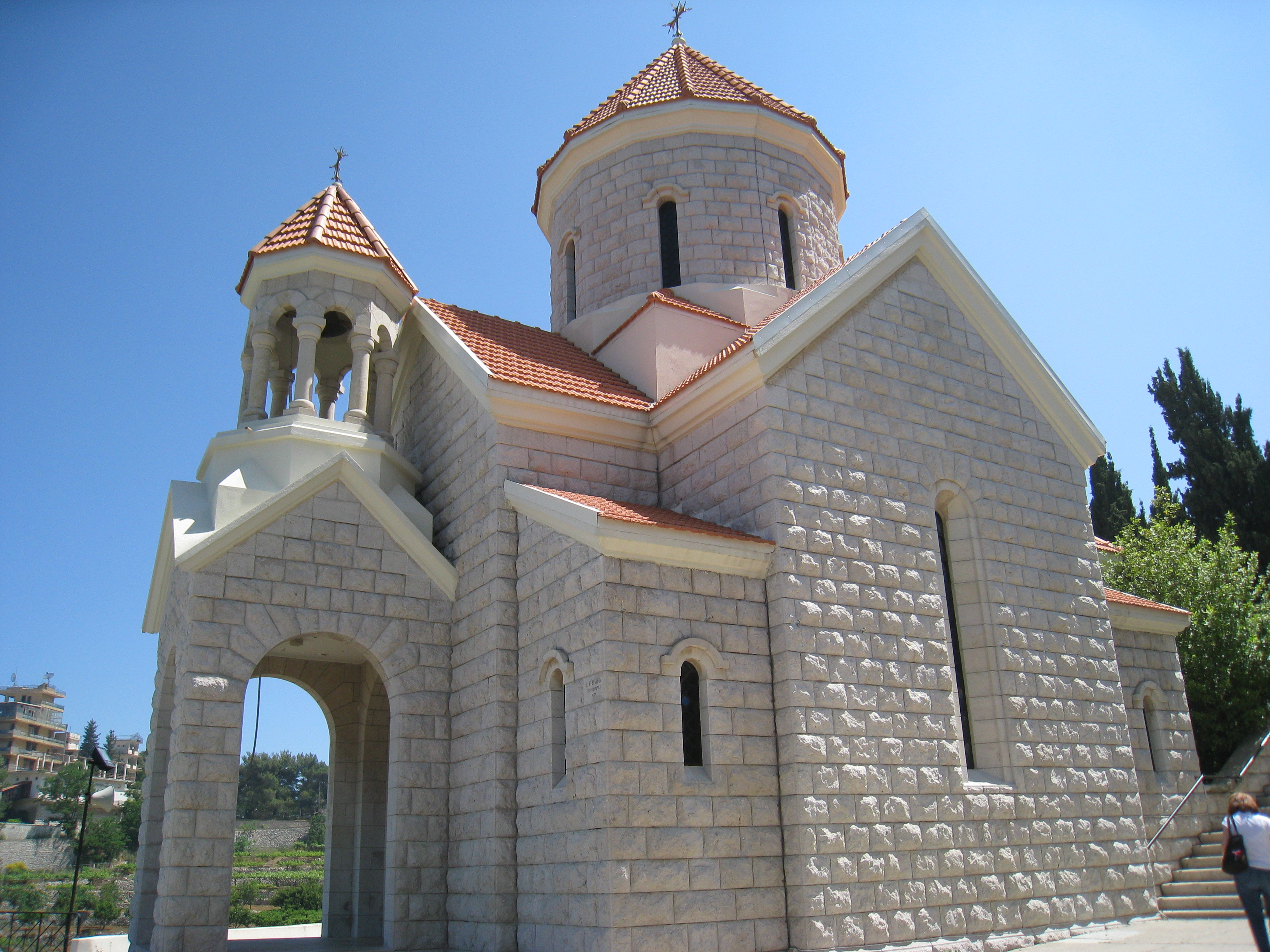
کلیسای مریم مقدس
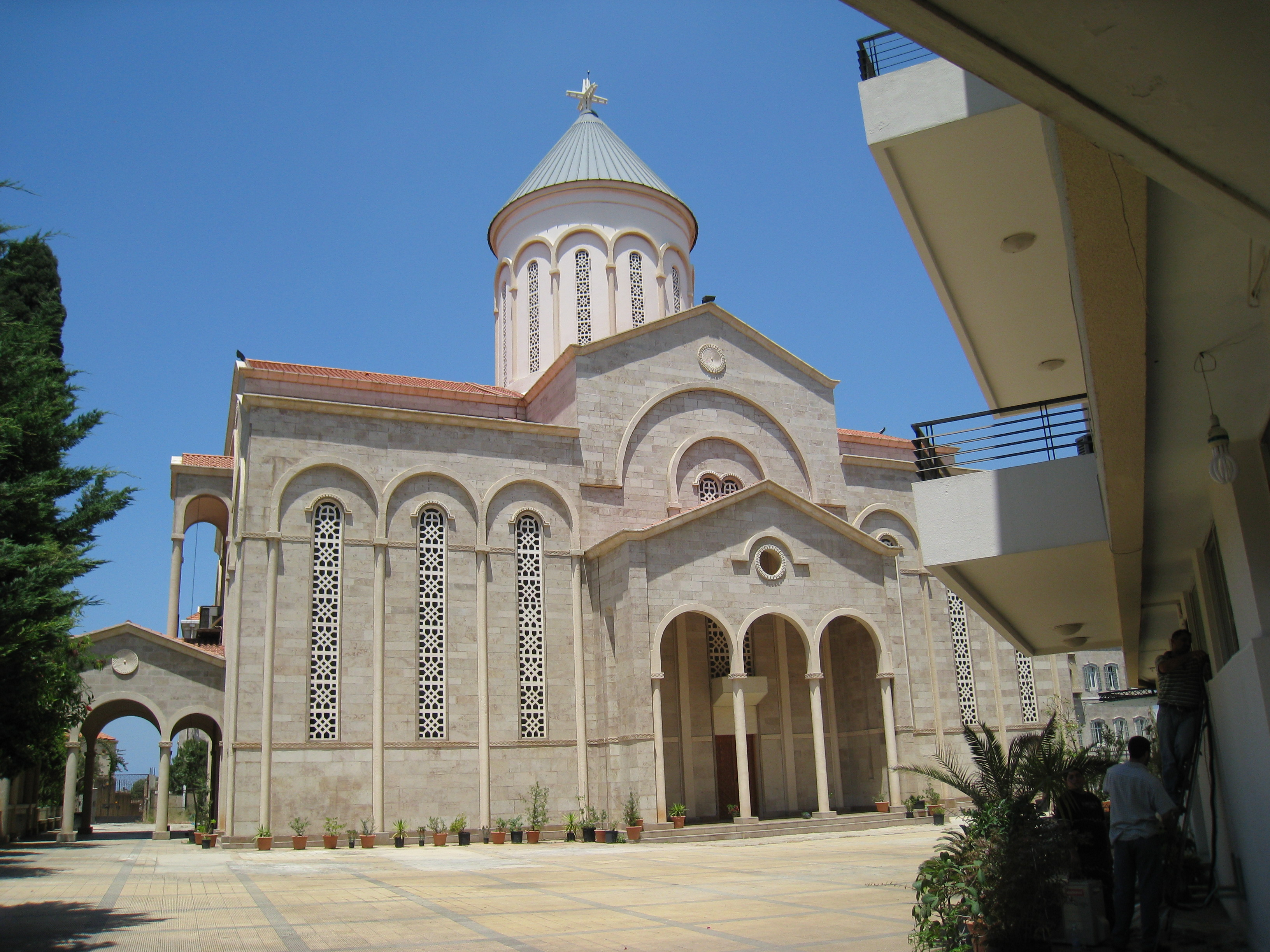
کلیسای صلیب مقدس در سرای کبیر

حوزه سریر مقدس کیلیکیه در مدرسه علوم دینی در بکفیا واقع در انطلیاس این مرکز در ۱۹۳۰ میلادی از «سیس» [Sis] (سیلیسیای تاریخی که هم‌اکنون در ترکیه است) بعد از نسل‌کشی ارمنیان از ترکیه به آن جا انتقال یافت. در کنار آستان قدس واغارشاپات در جمهوری ارمنستان، این مرکز یکی از دو آستان قدس کلیسای حواری ارمنی در جهان است. جاثلیق و رهبر حوزه سریر مقدس در بکفیا در ناحیه المتن و نیز شمال بیروت اقامت تابستانی دارد. مدرسه علوم دینی کلیسای حواری ارمنی هم در بکفیا است.
ولیکن امور مربوط به جمعیت ارتودکس ارمنی لبنان از سوی هیئتی مستقل یعنی شورای خلیفه گری ارمنی‌های لبنان به رهبری اسقف اعظم «شاهه پانوسیان» [Shahé Panossian] اداره می‌شود.
کلیساهای حواری ارمنی در لبنان به قرار زیر هستند.
- کلیسای جامع مادر گریگور لوساوریچ مقدس، که به عنوان حوزه سریر مقدس کیلیکیه جامعه ارمنی عمل می‌کند. این مجتمع بزرگ حاوی چاپل یادبودی که وقف قربانیان نسل‌کشی ارمنی‌ها شده، یک کتابخانه ارمنی، یک مرکز انتشاراتی، یک موزه ارمنی و اقامت گاه جاثلیق سیلیسیه است.
- کلیسای صلیب مقدس (سورپ نشان) در مرکز بیروت.
- کلیسای هاگوپ (یعقوب) مقدس در جتاوی در اشرفیه، بیروت.
- کلیسای سنت جورج در هاجن، مارمیخائیل بیروت.
- کلیسای حواری ارمنی عروج مریم مقدس در خلیل، بداوی بیروت.
- کلیسای حواری ارمنی عروج مریم مقدس در جونیه، شهرستان کسروان لبنان.
- کلیسای حواری ارمنی چهل شهید در ماراش، برج حمود بیروت.
- کلیسای حواری ارمنی مریم مقدس در ناحیه آدانای، برج حمود.
- کلیسای حواری ارمنی وارتان مقدس در ناحیه تیروی، برج حمود.
- کلیسای حواری ارمنی سارکیس مقدس در ناحیه سیس، برج حمود.
- کلیسای حواری ارمنی پولس مقدس در عنجر، بقاع.
- کلیسای حواری ارمنی پنطیکاست مقدس در تریپولی در شمال بیروت.
- کلیسای آستان قدس حواری ارمنی. مجموعه‌ای که «مجتمع زارهیان تبروانک» [Zarehian Tebrevank] (و بنای یادبودی از نسل‌کشی ارمنی‌ها هر دو در بکفیای، ناحیه المتن) را در بر می‌گیرد.

مرکز پاتریارکی کلیسای کاتولیک ارمنی در بیروت است و نماینده ارمنی‌های کاتولیک جهان نیز می‌باشد. کلیسای کاتولیک ارمنی دارای اقامتگاه تابستانی و صومعه در بزمار می‌باشد.
کلیساهای ارمنی کاتولیک در لبنان به قرار زیر هستند.
- کلیسای جامع کاتولیک ارمنی یحیی و گریگور لوساوریچ مقدس در «میدان دبّس» [Debbas] در مرکز بیروت.
- کلیسای کاتولیک ارمنی تبشیر در جتاوی، اشرفیه بیروت. این کلیسا امور مربوط به حوزه پاتریارکی ارمنی‌های کاتولیک را انجام می‌دهد.
- کلیسای کاتولیک ارمنی و صومعه بزمار.
- کلیسای کاتولیک ارمنی ناجی مقدس به ارمنی (سورپ پرگیچ) در برج حمود، بیروت.
- کلیسای کاتولیک ارمنی صلیب مقدس به ارمنی (سورپ نشان) در زهله.
- کلیسای کاتولیک ارمنی بانویمان فاطیما در بقاع در زحله، هوش الزرمی.
- کلیسای کاتولیک ارمنی بانوی ذکر و تسبیح مان در بقاع، عنجر.

کلیسای انجیلی ارمنی در اشرفیه واقع است. امور مربوط به جامعه انجیلی ارمنی از سوی اتحادیه کلیساهای انجیلی ارمنی در خاور نزدیک اداره می‌شود.
کلیساهای انجیلی ارمنی در لبنان به قرار زیر هستند.
- اولین کلیسای انجیلی ارمنی در کانتاری، بیروت.
- کلیسای انجیلی ارمنی در اشرفیه، بیروت.
- کلیسای انجیلی ارمنی در نور ماراش، در برج حمود بیروت.
- کلیسای انجیلی ارمنی در آمانوس، برج حمود.
- کلیسای انجیلی برادران ارمنی در مار میخائل، بیروت.
- کلیسای انجیلی ارمنی در عنجر، بقاع.

## فعالیت‌های ورزشی و پیشاهنگی
به‌طور عمده کلوب‌های ورزشی ارمنی و نیز پیشاهنگی در لبنان وجود دارند که به‌طور سنتی در ورزش قوی هستند.
- باشگاه بیروت که نام کاملش اتحادیه کل فرهنگی و بدنی ارمنی است.
- باشگاه بیروت که نام کاملش اتحادیه ورزشهای ارمنی است.
- کلوب ورزش‌های آندرانیک یا انجمن نوجوانان ارمنی وابسته به اتحادیه کل نیکوکاران ارمنی.

### فوتبال
کلوب‌های ارمنی و کلوب‌های ورزشی در اولین و دومین لیگ رسمی دسته‌بندی فوتبال دارای تیم‌های مهم فوتبال هستند. با این وجود عضویت در این تیم‌ها از لحاظ قومیتی محدود به ارمنی‌ها نیست و به‌طور معمول سایر بازیکن‌های لبنانی غیر ارمنی و نیز بازیکن‌های قراردادی خارجی شامل بازیکن‌های حرفه‌ای از جمهوری ارمنستان را هم در بر می‌گیرد.
باشگاه فرهنگی و بدنی بیروت هفت بار عنوان قهرمانی فوتبال را در سال‌های ۱۹۴۴ – ۱۹۴۶ – ۱۹۴۸ – ۱۹۵۱ – ۱۹۵۵ – ۱۹۶۳ – و ۱۹۶۹ و اتحادیه ورزش‌های بیروت هم چهار بار عنوان قهرمانی را در سال‌های ۱۹۴۵ – ۱۹۵۴ – ۱۹۵۷ و ۱۹۶۱ به دست آورده‌اند.

### بسکتبال
کلوب‌های ورزشی آندرانیک و اتحادیه کل فرهنگی و بدنی ارمنی دارای تیم‌های برجسته بسکتبال هستند که در اولین و دومین دسته‌بندی رسمی لیگ بسکتبال لبنان بازی کرده‌اند. با این وجود عضویت در این تیم‌ها مختلط بوده و محدود به ارمنی‌ها نیست و علاوه بر ارمنی‌ها سایر لبنانی‌های غیر ارمنی و نیز بازیکنان قراردادی خارجی را دربر خواهد گرفت.
تعدادی از ارمنی‌های لبنان در تیم ملی بسکتبال لبنان حضور داشته‌اند که از میان آن‌ها می‌توان از «ویگن اسکجیان» [Vicken Eskedjian] و «یرواند آواکیان» [Yervant Avakian] یاد کرد و تیم ملی بسکتبال لبنان، دارای مربی‌ها و کمک مربی‌هایی با اصلیت ارمنی نظیر «سارکیس کورجیان» [Sarkis Kurdjian] «ژرژ کلزی» [Georges Kelzi] و «دیکران جئوکجیان» [Dikran Geokdjian] بوده‌است.
در بخش بانوان، کلوب‌های بسکتبال ارمنی اتحادیه کل فرهنگی و بدنی ارمنی و آندرانیک به‌طور سنتی به عنوان قدرتمندان در ورزش تلقی می‌گردند و هر دو کلوب چندین بار عنوان رسمی قهرمانان بسکتبال بانوان را به دست آورده‌اند. بانوان ارمنی لبنان، دارای حضوری مهم در تیم‌های ارمنی لبنانی هستند نظیر کاپیتان تیم ملی بسکتبال «اِما اِسکجیان» [Emma Eskedjian].
برای چندین سال یک ارمنی لبنانی به نام «هاگوپ خاچیریان» [Hagop Khachirian] به عنوان رئیس انجمن بسکتبال برای آسیای غربی [WABA] عمل نمود که هیئت حاکمه‌ای برای بسکتبال غرب آسیا شامل ایران، عراق، اردن، لبنان، سوریه و یمن است که تحت فرمان فدراسیون بین‌المللی بسکتبال و فدراسیون بین‌المللی بسکتبال آسیا می‌باشد.

### سایر ورزشها
کلوب‌های ورزشی ارمنی مذکور دارای حضوری گسترده‌ای در تعدادی از ورزش‌های دیگر در لبنان و به‌طور برجسته در تنیس روی میز و دوچرخه سواری می‌باشند. ارمنی‌ها همچنین در وزنه‌برداری، کشتی و ورزش‌های رزمی برتری دارند.

### پیشاهنگی
ارمنی‌ها همچنین دارای یک نظام نیرومند پیشاهنگی هستند و تعدادی از کلوب‌های ارمنی به عنوان سازمان‌های پیشاهنگی نیز عمل می‌کنند.

## بناهای یادبود

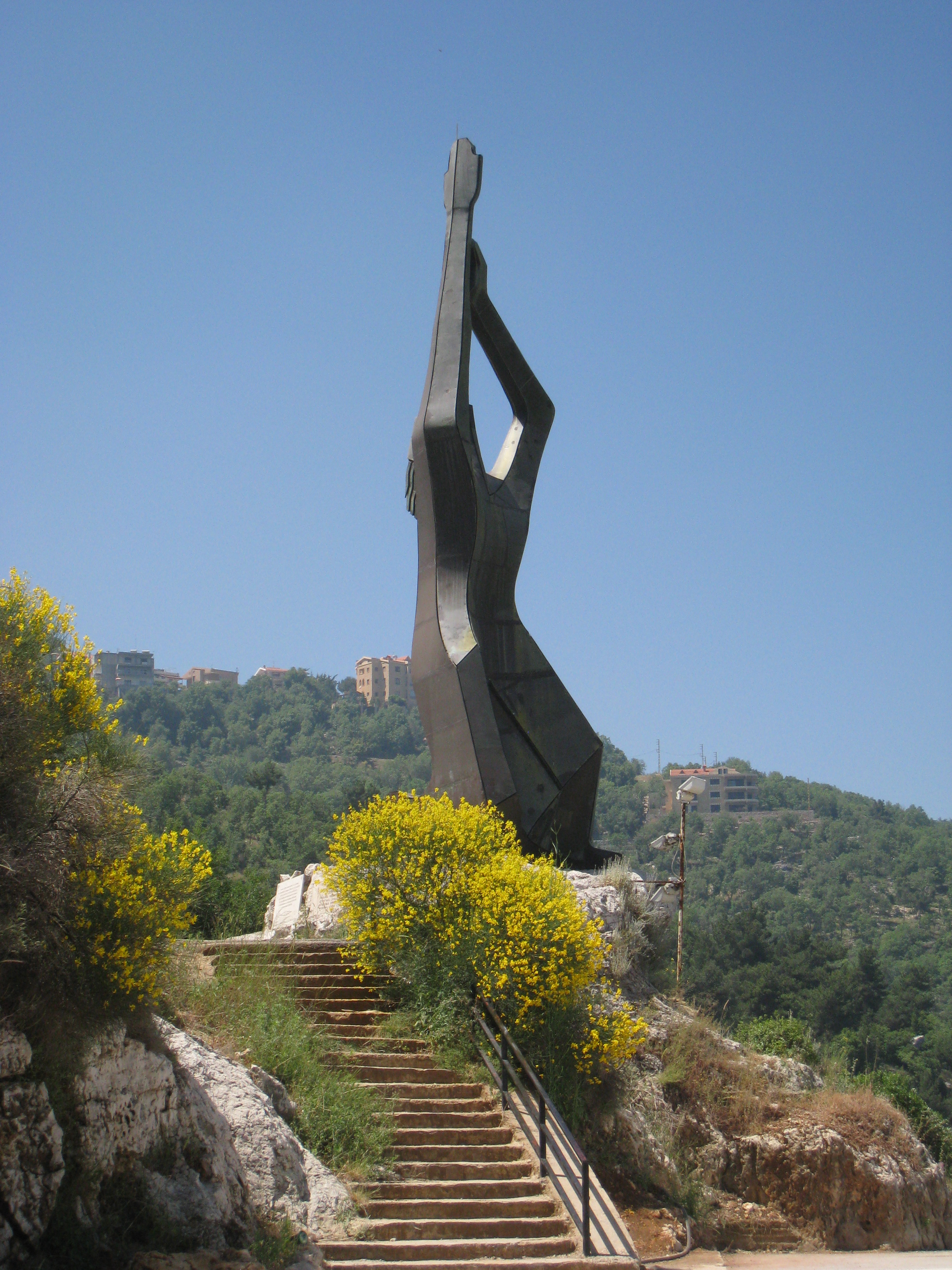
بنای یایدبود نسل‌کشی ارمنی‌ها در بکفیا

در بکفیا بنای لوحه و مجسمه یادبودی از نسل‌کشی ارمنی‌ها وجود دارد که از سوی «زاون خِدِشیان» [Zaven Khedeshian] طراحی و از سوی «هوسپ خاچریان» [Hovsep Khacherian] تعمیر شده‌است. این تمثال بی زیور در نوک تپه‌ای که زمین‌های تابستانی عقب‌نشینی کرده حوزه جاثلیقی سیلیسیه (حوزه سریر مقدس کیلیکیه) قرار دارد واقع است. این تمثال، تصویر برنزی از خانمی با دستان باز به سمت آسمان است و کتیبه‌ای نیز به دو زبان ارمنی و عربی به این مضمون وجود دارد.
«بنای یادبود به یاد آورنده پنجاهمین سالگرد نسل‌کشی ارمنی‌ها که با همکاری تمامی جامعه ارمنی در لبنان برای جشن تجدید حیات ملت ارمنی و اظهار قدردانی از کشورمان لبنان در ۲۴ آوریل ۱۹۶۹ میلادی بر پا شده‌است.»

## ارمنی‌های سرشناس لبنان

### سیاست
- خاچیک بابیکیان، متولد ۱۹۲۴ وفات ۱۹۹۹ میلادی عضو برجسته پارلمان لبنان و وزیر دولت بود.
- آرطور نازاریان، متولد ۱۹۵۱ میلادی عضو برجسته پارلمان لبنان، وزیر انرژی بود.
- کریم باگراتونی، متولد ۱۹۴۴ میلادی وکیل، سیاستمدار و وزیر کشور در دولت رفیق حریری در سال ۲۰۰۴ میلادی.
- هاگوب باگراتونیان، متولد ۱۹۵۶ میلادی سیاست‌مدار و عضو مجلس.

### هنر
- زاون کوئومدجیان، برنامه گفتگومحور
- پائولا یاکوبیان، مجری تلویزیون
- آدیس هارماندیان، خواننده
- جان دالمایان، نوازنده
- تیگران مانسوریان، آهنگساز موسیقی فیلم و موسیقی کلاسیک
- کی مانوکیان، نوازنده
- جورج پهلوانیان، رهبر ارکستر
- نورهانه، خواننده زن
- ماریا نالباندیان، خواننده و بازیگر زن
- سرژ تانکیان، خواننده، ترانه‌سرا، آهنگ‌ساز، نوازنده، تهیه‌کننده موسیقی، شاعر
- نیکول صبا، خواننده

### مذهب
- آرام یکم، پیشوای دینی ارمنی‌های جهان - حوزهٔ عالیه سیلیسی و جاثلیق مقدس سیلیسه کلیسای حواری ارمنی

### ورزش
- هاکوب دونابدیان، بازیکن فوتبال
- وارتان قازاریان، بازیکن فوتبال
- ماردیک چاباریان، بازیکن فوتبال

### سایر
- سیمون آبکاریان، هنرپیشه
- گریگور آگوپیان، نقاش
- شانت باسماجیان، شاعر
- پیر چاماسیان، کمدین
- سیلوا چانسیان [Sylva Channessian]، دختر شایسته لبنان در سال ۱۹۷۳ میلادی
- لئوری هایتایان [Laury Haytayan]، فعال مدنی
- ساکو شاهینیان، تصویرگر
- مکرتیچ مازمانیان، مجسمه‌ساز
- تولیپ جوشی، بازیگر زن